# 韶子
韶子（学名：Nephelium lappaceum var. pallens）又名毛荔枝，為無患子科韶子屬大型熱帶果樹，是红毛丹的变种之一，原产于华南、越南、菲律宾、泰国、马来半岛、婆罗洲及苏门答腊等，曾被视为独立物种（学名：Nephelium chryseum）。
除了韶子和红毛丹外，中国所产的另一同属物种是海南特有的海南韶子（N. topengii）。

## 延伸阅读
[在维基数据编辑]
 《欽定古今圖書集成·博物彙編·草木典·韶子部》，出自陈梦雷《古今圖書集成》
 《植物名實圖考·韶子》，出自吳其濬《植物名實圖考》